# كيف تكسب الأصدقاء وتؤثر في الناس (كتاب)
كيف تكسب الأصدقاء وتؤثر في الناس (بالإنجليزية: How to Win Friends and Influence People)‏ كتاب من تأليف الكاتب الأمريكي ديل كارنيجي، وهو من أكثر الكتب مبيعاً في العالم فقد بيع منه أكثر من 16 مليون نسخة حول العالم وترجم إلى العديد من اللغات، وأطروحة الكتاب الرئيسية هي كيفية اكتساب الأصدقاء في ضوء النظريات الحديثة في علم النفس.

## الأقسام والنقاط الرئيسية
الكتاب مقسم إلى خمس أقسام رئيسية، وأهم النقاط الرئيسية فيهم هي:

### القواعد الأساسية في معاملة الناس
- لا تنتقد، لا تدين ولا تشتكي.
- أعط الناس الشعور بالأهمية، وامدح ما تراه جيداً فيهم.
- اجعل الناس تفعل ما تريده منهم بإثارة رغباتهم.
- كن نزيهاََ فالحق يغلب ولايغلب عليه.

### سبع طرق لكي تجعل الناس تحبك
1. أبدِ اهتماماً كبيراً بالناس.
2. ابتسم .
3. تذكر أن اسم الشخص بالنسبة له هو أحلى وأهم صوت في أي لغة.
4. كن مستمعاً جيداً، وشجع الناس على التكلم عن أنفسهم.
5. تكلم عن الأشياء التي يهتم الناس بها.
6. اجعل الناس تحس بأنها مهمة.
7. اهتم بهم وافعل كل ما يحبونه وقم بمساعدتهم إذا احتاجو منك المساعدة

### طرق كسب الناس في طريقة تفكيرك
- تجنب الجدال.
- أظهر الاحترام لرأي الشخص الأخر، ولا تقل أبداً لأحد أنه مخطئ.
- لو كنت مخطئا، اعترف بهذا بسرعة.
- ابدأ الحديث بطريقة ودودة.
- ابدأ بالأسئلة التي سيتم الإجابة عنها بنعم.
- أجعل الشخص الأخر يتكلم.
- حاول أن ترى الأشياء من وجهة نظر الشخص الأخر.
- أظهر تعاطفك مع الأخرين.
- شاركهم احزانهم وافراحهم كن معهم في وقت الشدائد والصعاب

### كيف تكون أفضل؟
- كن هادئا
- ابتسم
- تعلم الإصغاء
- ميز بين المعقول وغير المعقول
- اقبل على التغير كشيء حتمي
- اعترف باخطائك
- ثم ابتسم

## روابط خارجية
- كيف تكسب الأصدقاء وتؤثر في الناس على موقع الموسوعة البريطانية (الإنجليزية)

- أقرا كتاب كيف تكسب الأصدقاء وتؤثر في الناس - العربي اليوم